# (5896) Narrenschiff
(5896) Narrenschiff es un asteroide perteneciente al cinturón de asteroides, región del sistema solar que se encuentra entre las órbitas de Marte y Júpiter, descubierto el 12 de noviembre de 1982 por Liudmila Karachkina desde el Observatorio Astrofísico de Crimea (República de Crimea).

## Designación y nombre
Designado provisionalmente como 1982 VV10. Fue nombrado Narrenschiff en homenaje a Sebastian Brant, destacado escritor y humanista alemán, y autor del inmortal poema satírico Das Narrenschiff, publicado en 26 ediciones en varios idiomas europeos solo en el siglo XVI. El nombre se da con motivo del quinto centenario de la publicación en Basilea en 1494 de la primera edición de Das Narrenschiff.

## Características orbitales
Narrenschiff está situado a una distancia media del Sol de 2,285 ua, pudiendo alejarse hasta 2,311 ua y acercarse hasta 2,259 ua. Su excentricidad es 0,011 y la inclinación orbital 3,096 grados. Emplea 1262,31 días en completar una órbita alrededor del Sol.

## Características físicas
La magnitud absoluta de Narrenschiff es 13,9. 